# TT211
| G40 | A | nb |

| G40 | A | nb |

La tomba di Paneb, identificata con la sigla TT211 (Theban Tomb 211), è una delle Tombe dei Nobili ubicate nell'area della cosiddetta Necropoli Tebana, sulla sponda occidentale del Nilo dinanzi alla città di Luxor, in Egitto. Destinata a sepolture di nobili e funzionari connessi alle case regnanti, specie del Nuovo Regno, l'area venne sfruttata, come necropoli, fin dall'Antico Regno e, successivamente, sino al periodo Saitico (con la XXVI dinastia) e Tolemaico.

## Titolare
TT211 era la tomba di:
| Titolare | Titolo                                                   | Necropoli      | Dinastia/Periodo | Note                             |
| -------- | -------------------------------------------------------- | -------------- | ---------------- | -------------------------------- |
| Rawaben  | Servo del Signore delle Due Terre nel Luogo della Verità | Deir el-Medina | XIX dinastia     | più in basso e ad est della TT10 |

### Biografia
Genitori del titolare furono, Nefersenut, con lo stesso titolo del defunto, e Iuy. Wabet fu il nome di sua moglie.

## Descrizione

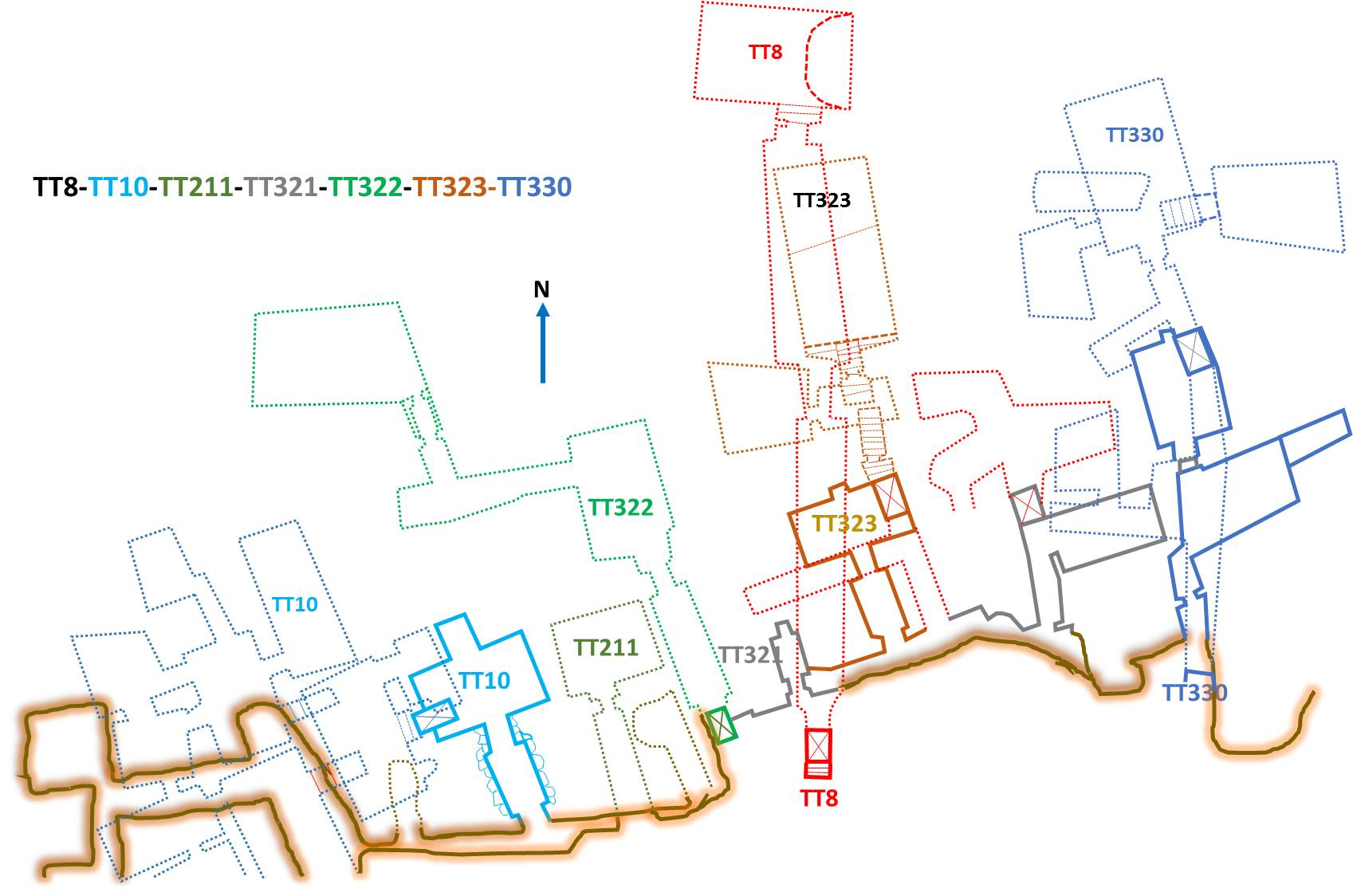
Planimetria schematica della concentrazione e sovrapposizione delle tombe TT8-10-211-321-322-323-330

TT211, il cui accesso avviene da un cortile, si presenta con planimetria molto irregolare costituita da un corridoio perpendicolare all'ingresso che immette in una camera funeraria: sulle pareti (1 in planimetria), in alto la barca di Sokar e simboli di Nefertum; più in basso, il defunto con figli e figlie (non ne sono leggibili i nomi) in adorazione di Anubi e dell'Hathor dell'occidente. Su altra parete (2) il defunto con sei figlie (di cui solo due ancora visibili); segue (3), in alto l'emblema di Osiride con due Anubi/sciacalli accucciati ai lati, il defunto e la moglie sono inginocchiati con accanto il nonno del defunto, Kasa (TT10) e sua moglie analogamente inginocchiati; in basso la mummia su un letto (?) con accanto le dee Iside e Nephtys; su altra parete (4) il defunto e i familiari in atto di incensare Osiride. Il soffitto, a volta, presenta quattro scene di cui gran parte andate perse, il defunto adora il sole dell'orizzonte e il pilastro Djed; il dio Thot e lo sciacallo Anubi dinanzi ai quattro Figli di Horo.

Foto del 1905-1914 all'epoca degli scavi. Archivio fotografico Museo Egizio, Torino.
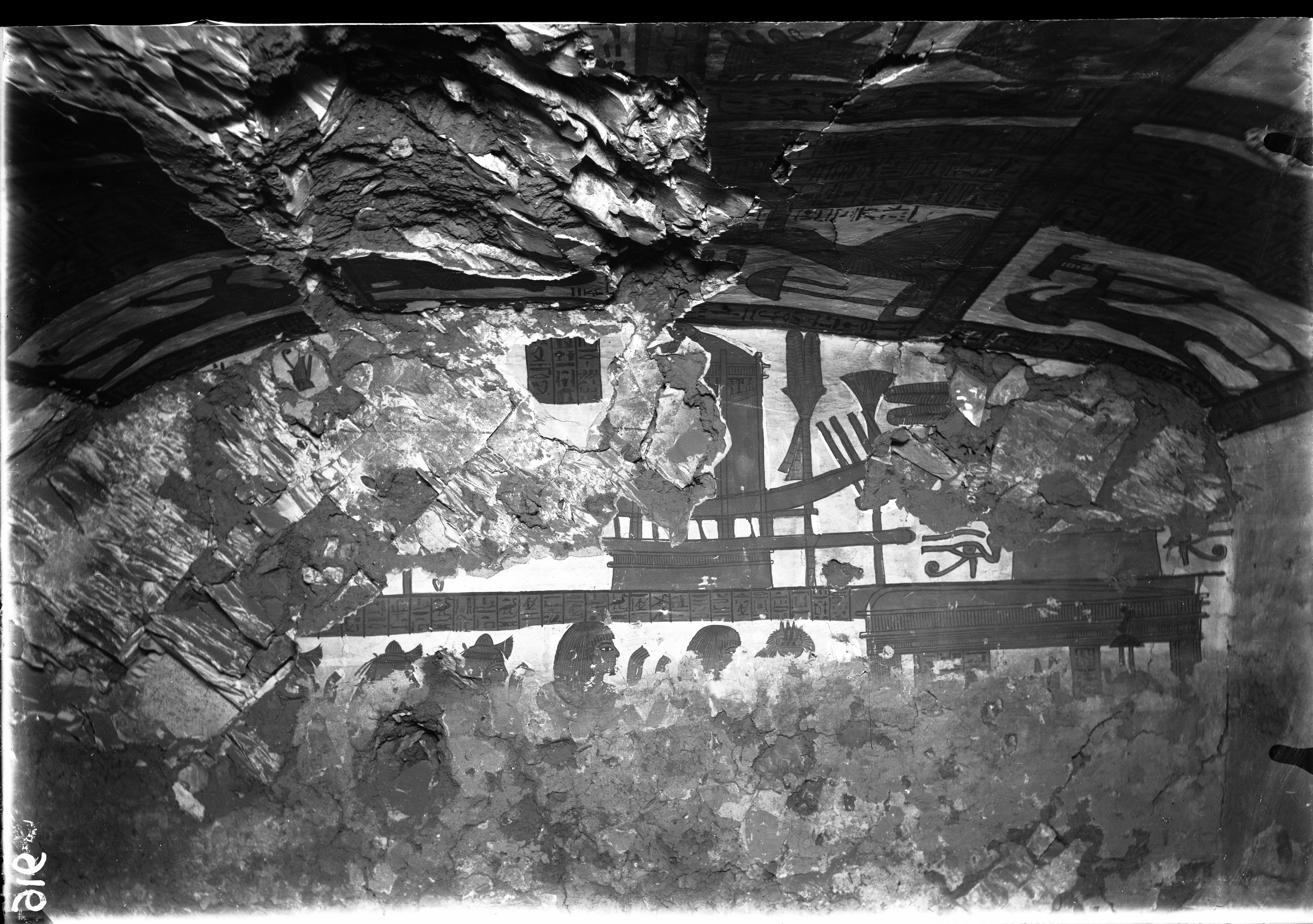
Parete ovest, molto rovinata, della camera funeraria di TT 211, la tomba di Paneb.
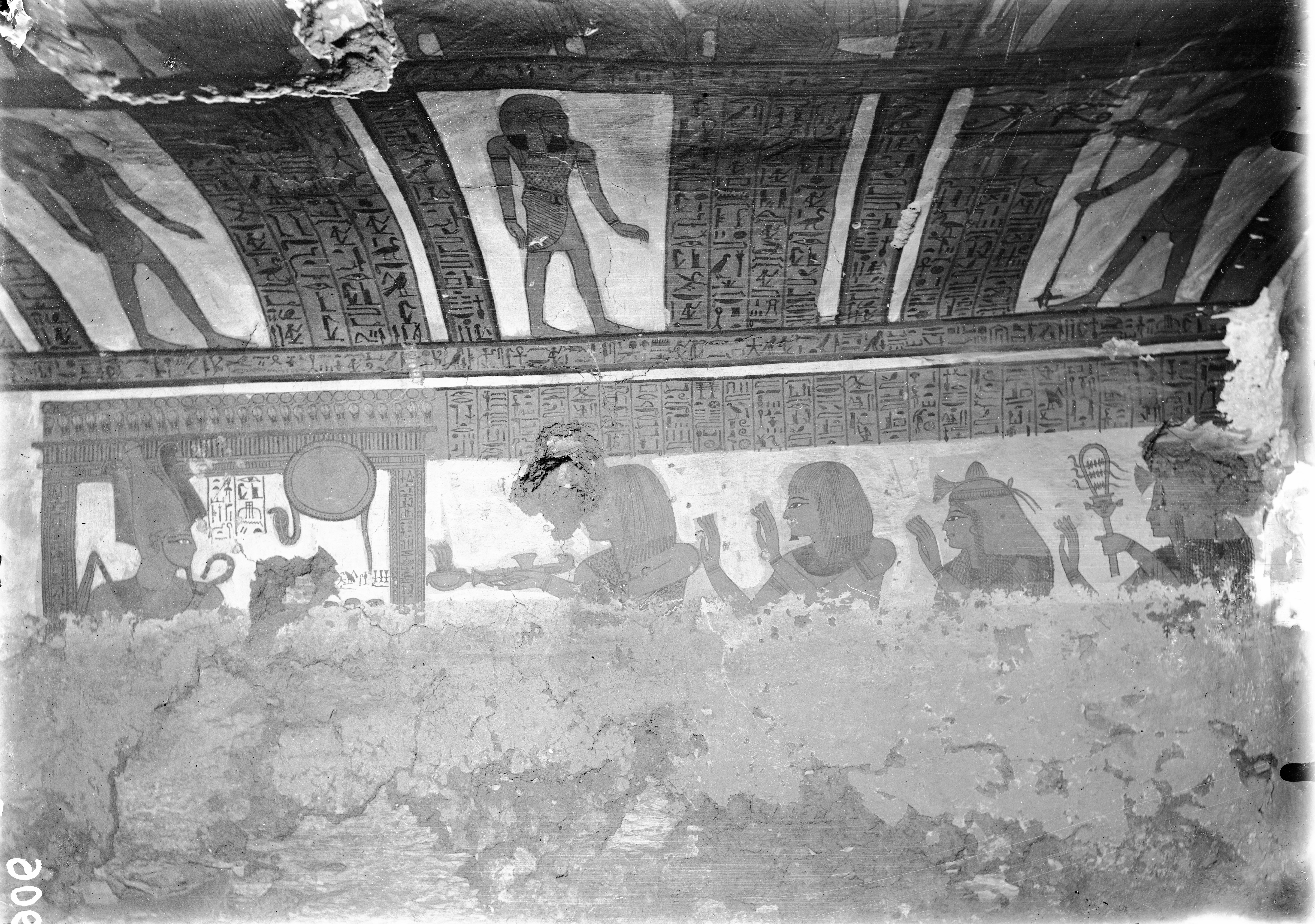
Parete nord, rovinata, e parte del soffitto della camera funeraria di TT 211. È rappresentata una scena di adorazione davanti al dio Osiride, all’interno di un santuario.
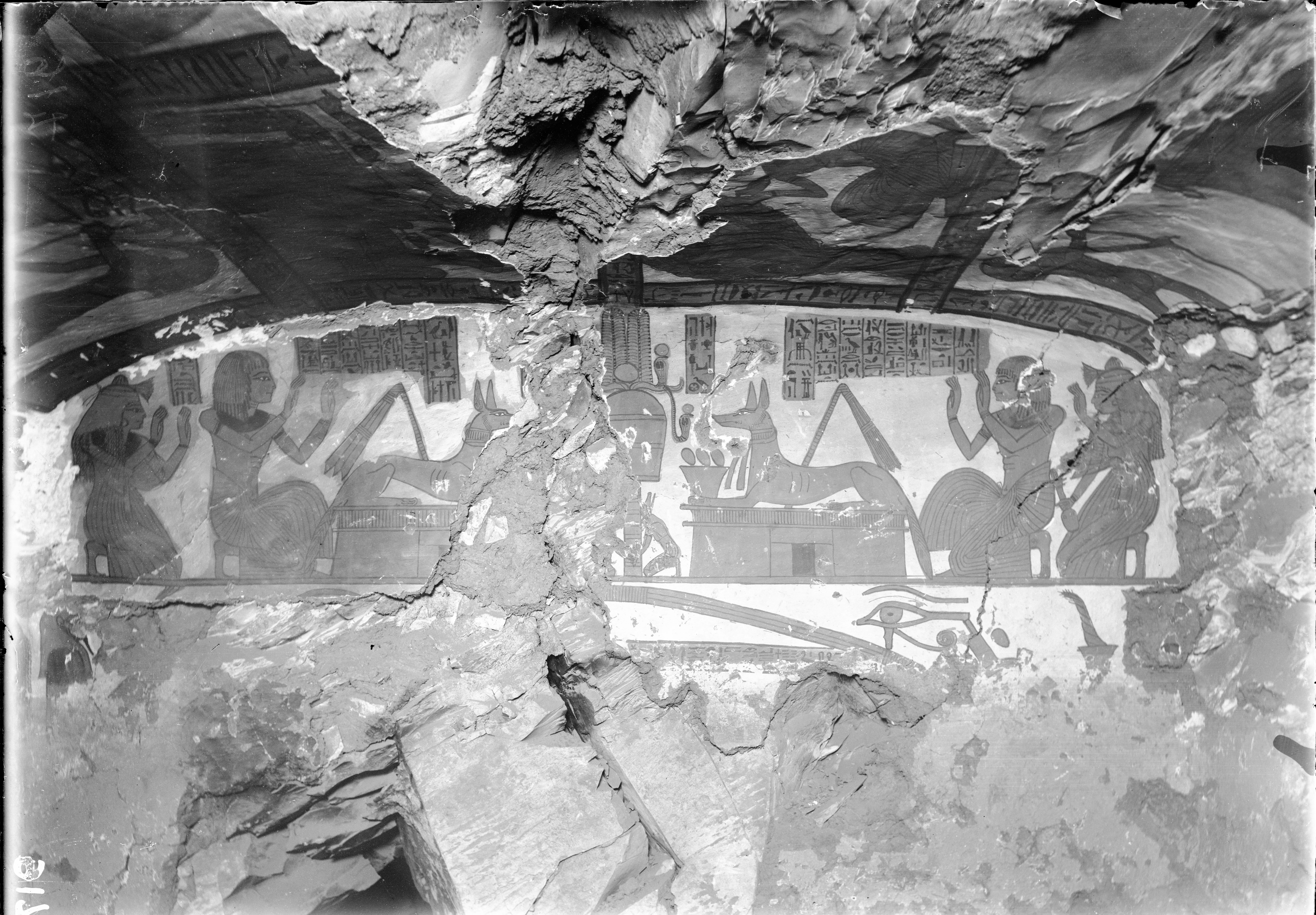
Parete est, molto rovinata, della camera funeraria di TT 211.

### Annotazioni
1. ↑  La numerazione dei locali e delle pareti segue quella di Porter e Moss 1927, p. 308.
2. ↑  La prima numerazione delle tombe, dalla numero 1 alla 253, risale al 1913 con l'edizione del "Topographical Catalogue of the Private Tombs of Thebes" di Alan Gardiner e Arthur Weigall. Le tombe erano numerate in ordine di scoperta e non geografico; ugualmente in ordine cronologico di scoperta sono le tombe dalla 253 in poi.
3. ↑  I campi della Duat, ovvero l'aldilà egizio, si trovavano, secondo le credenze, proprio sulla riva occidentale del grande fiume.
4. ↑  Nella sua epoca di utilizzo, l'area era nota come "Quella di fronte al suo Signore" (con riferimento alla riva orientale, dove si trovavano le strutture dei Palazzi di residenza dei re e i templi dei principali dei) o, più semplicemente, "Occidente di Tebe".
5. ↑  le Tombe dei Nobili, benché raggruppate in un'unica area, sono di fatto distribuite su più necropoli distinte.
6. ↑  Le note, sovente di inquadramento topografico della tomba, sono tratte dal "Topographical Catalogue" di Gardiner e Weigall, ed. 1913 e fanno perciò riferimento alla situazione dell'epoca.
7. ↑  Set-Maat = "Luogo della Verità" era uno dei nomi con cui era noto il villaggio operaio di Deir el-Medina. Il villaggio era anche noto come Pa-demi, ovvero, semplicemente, "il villaggio".

### Fonti
1. ↑  Porter e Moss 1927,  p. 307.
2. ↑  Gardiner e Weigall 1913.
3. ↑  Donadoni 1999,  p. 115.
4. 1 2  Gardiner e Weigall 1913, p. 34.
5. ↑  Gardiner e Weigall 1913, pp. 34-35.
6. ↑  Gardiner e Weigall 1913, p. 35.
7. ↑  Porter e Moss 1927,  p. 306, confermata in edizione del 1970.
8. ↑  Porter e Moss 1927,  p. 307, confermata in edizione del 1970.